# MAN 750 HO-SL

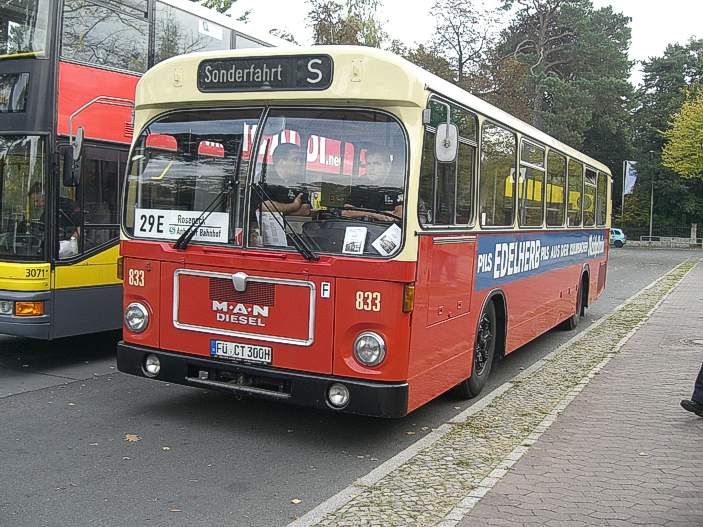
MAN SL 192 mit VÖV-Front

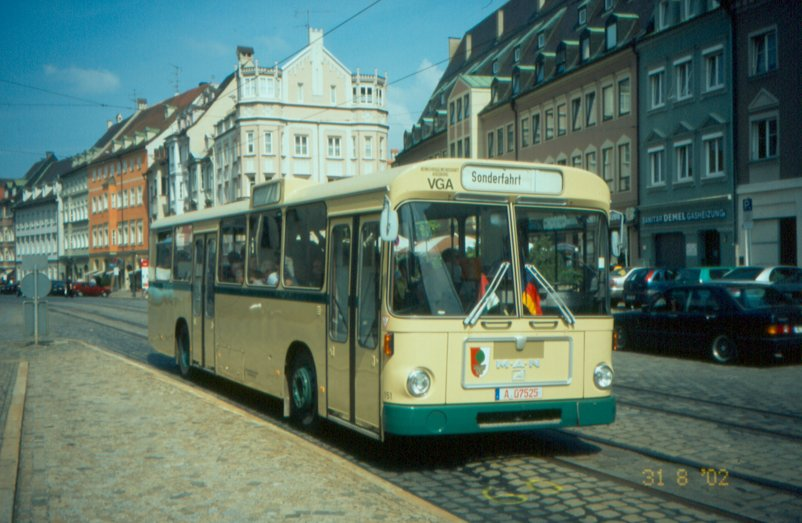
MAN-Standardbus mit StÜLB-Front

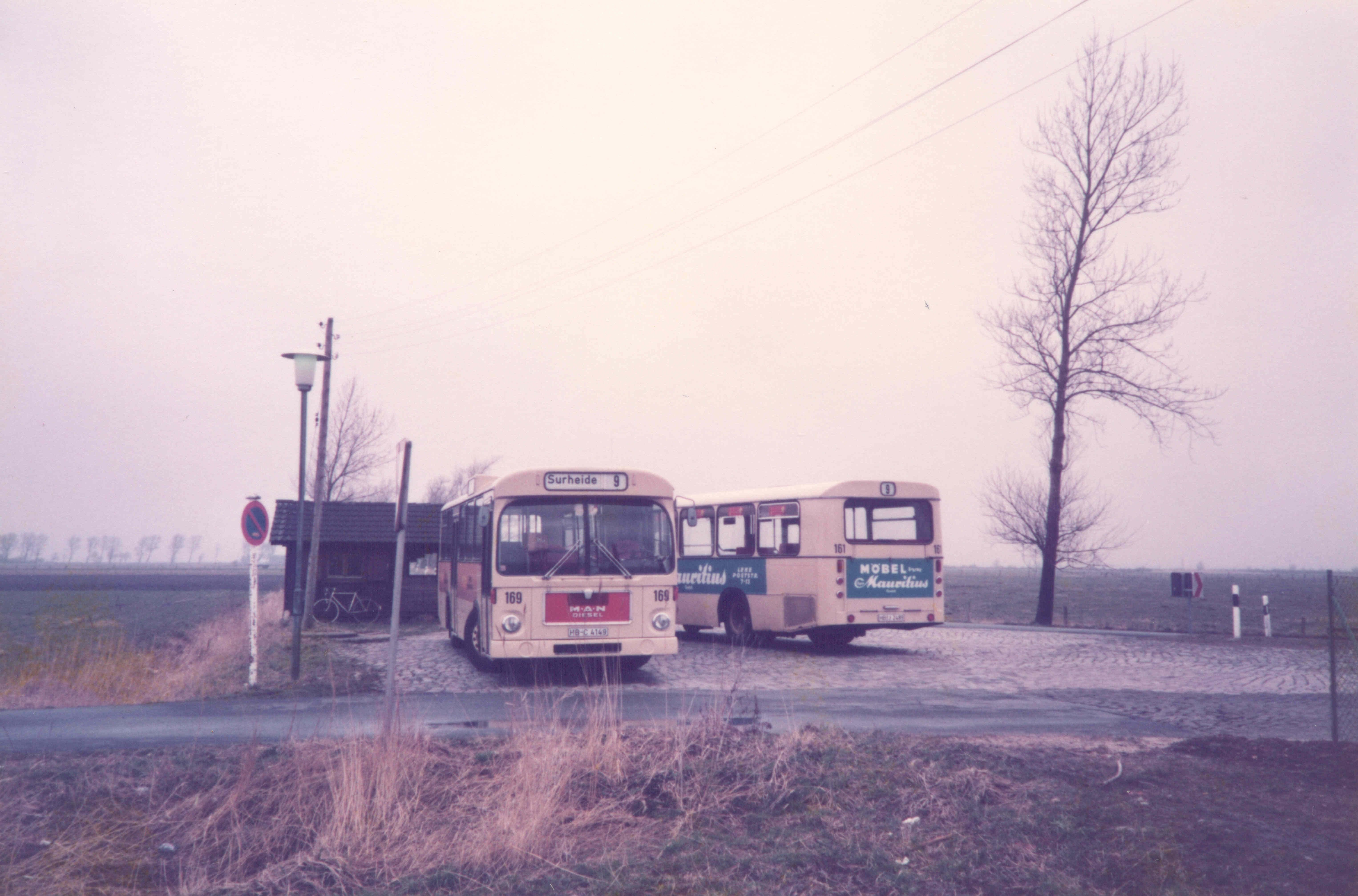
MAN 750 HO-SL mit Heckansicht bei Bremerhaven

Im Jahr 1968 wurde auch von MAN ein Standard-Linienbus nach VÖV-Richtlinien vorgestellt. Bei diesem 750 HO-SL handelt es sich im Wesentlichen um eine Weiterentwicklung des Metrobusses MAN 750 HO-M 11 A (mit Heckmotor) in den Maßen des VÖV-Lastenheftes. Der Bus wurde zunächst mit dem MAN-Dieselmotor D 2156 HMXU mit 160 PS ausgerüstet. Bis zur Serienproduktion 1970 wurde die Fahrzeugfront und das Fahrzeugdach überarbeitet. Zu diesem Zeitpunkt war auch der etwas größere Motor mit 192 PS verfügbar, der 750 HO-SL wurde mit beiden Motoren bis 1972 angeboten.
Die Standard-Linienbusse gab es damals in ähnlicher Form auch von den anderen Herstellern Daimler-Benz, Büssing und Magirus-Deutz.
Im Jahr 1972 wurden bei MAN die Typenbezeichnungen dahingehend umgestellt, dass nunmehr die Leistung in PS in die Typenbezeichnung integriert wurde. Aus dem 750 HO-SL wurde der SL 192. Der Bus wurde ab diesem Zeitpunkt nur noch mit dem größeren 192-PS-Dieselmotor angeboten.
Den SL 192 gab es standardmäßig mit der VÖV-Front (mit den horizontal gebogenen, von innen blendfreien Windschutzscheiben) und auch mit der StÜLB-Front des Überland-Linienbusses (mit vertikal an den Seiten gebogenen Scheiben). Im Jahr 1975 wurde der SL 192 vom MAN SL 200 abgelöst, der bereits ab 1973 parallel im von Büssing übernommenen Werk in Salzgitter-Watenstedt gebaut wurde.